# Kiili kommun
Kiili kommun (estniska: Kiili vald) är en kommun i Estland.   Den ligger i landskapet Harjumaa (Harrien), i den nordvästra delen av landet, 17 km söder om huvudstaden Tallinn. Kommunens centralort är köpingen Kiili.

## Geografi

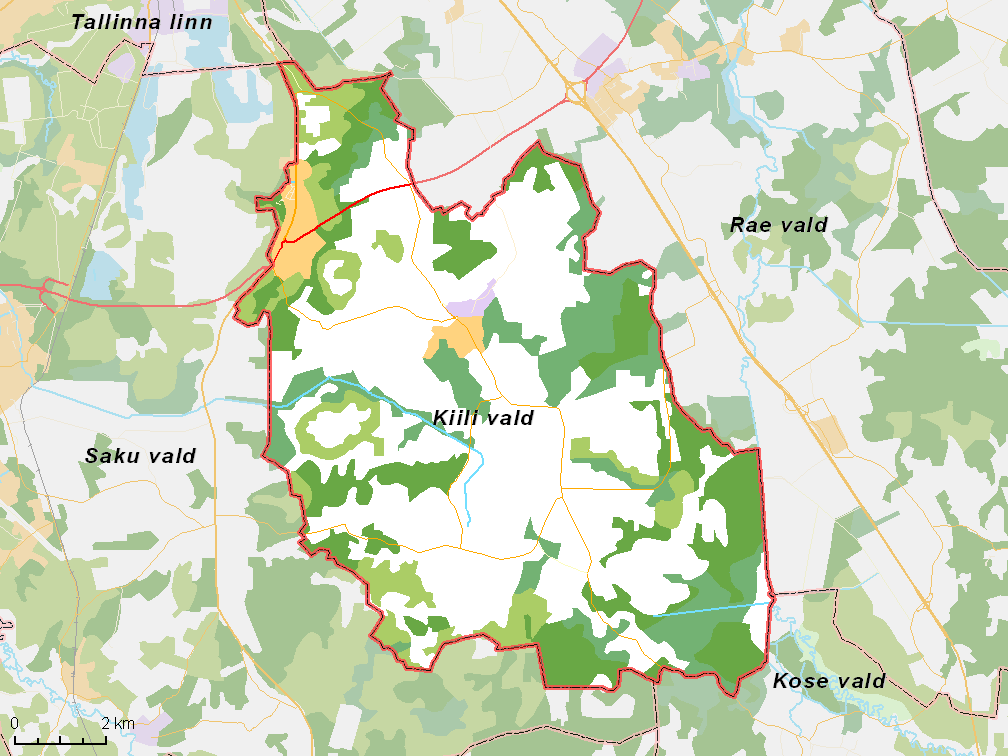
Översiktlig karta över kommunen.

## Orter
I Kiili kommun finns en köping, två småköpingar och 13 byar.

### Köpingar
- Kiili

### Småköpingar
- Kangru
- Luige

### Byar
- Arusta
- Kurevere
- Lähtse
- Metsanurga
- Mõisaküla
- Nabala
- Paekna
- Piissoo
- Sausti
- Sookaera
- Sõgula
- Sõmeru
- Vaela